# Connah's Quay
Connah's Quay est une ville du Flintshire, dans le pays de Galles, au Royaume-Uni. La ville est située à 10 km de Chester en Angleterre. La ville forme avec Shotton une agglomération d'environ 23 500.

## Sport
Connah's Quay accueille le Connah's Quay Nomads FC, un club de football qui dispute la première division galloise. Le club est champion pour la première fois de son histoire en 2020.